# 1722 au Canada
Pour un article plus général, voir Chronologie du Canada.
Cet article traite des événements qui se sont produits durant l'année 1722 au Canada.

## Événements
- 3 mars : arrêt du conseil du roi augmentant le nombre de paroisses à 82 au Canada[1].
- Mai[2] : arrivée du Régiment suisse de Karrer à Louisbourg[3].
- 25 juillet : début de la guerre anglo-wabanaki opposant les Anglais aux Abénakis, Micmacs et Malécites traditionnellement alliés aux Français[4].

- Le peuple Tuscarora devient la sixième nation iroquoise[5].

- Bacqueville de la Potherie fait paraître son livre Histoire de l'Amérique septentrionale.

## Naissances
- 23 mars : Marguerite-Thérèse Lemoine Despins (en), mère supérieure des sœurs grises(† 6 juin 1792).
- 16 novembre : Pierre-André Gohin de Montreuil, militaire pendant la guerre de sept ans († 1796).
- 11 décembre : Angélique des Méloizes, dame de la noblese au Canada († 1er décembre 1792).

## Décès
- 22 mai : Joseph-François Hertel de la Fresnière, militaire (° 3 juillet 1642).